# Juliusz Tarnowski (powstaniec)

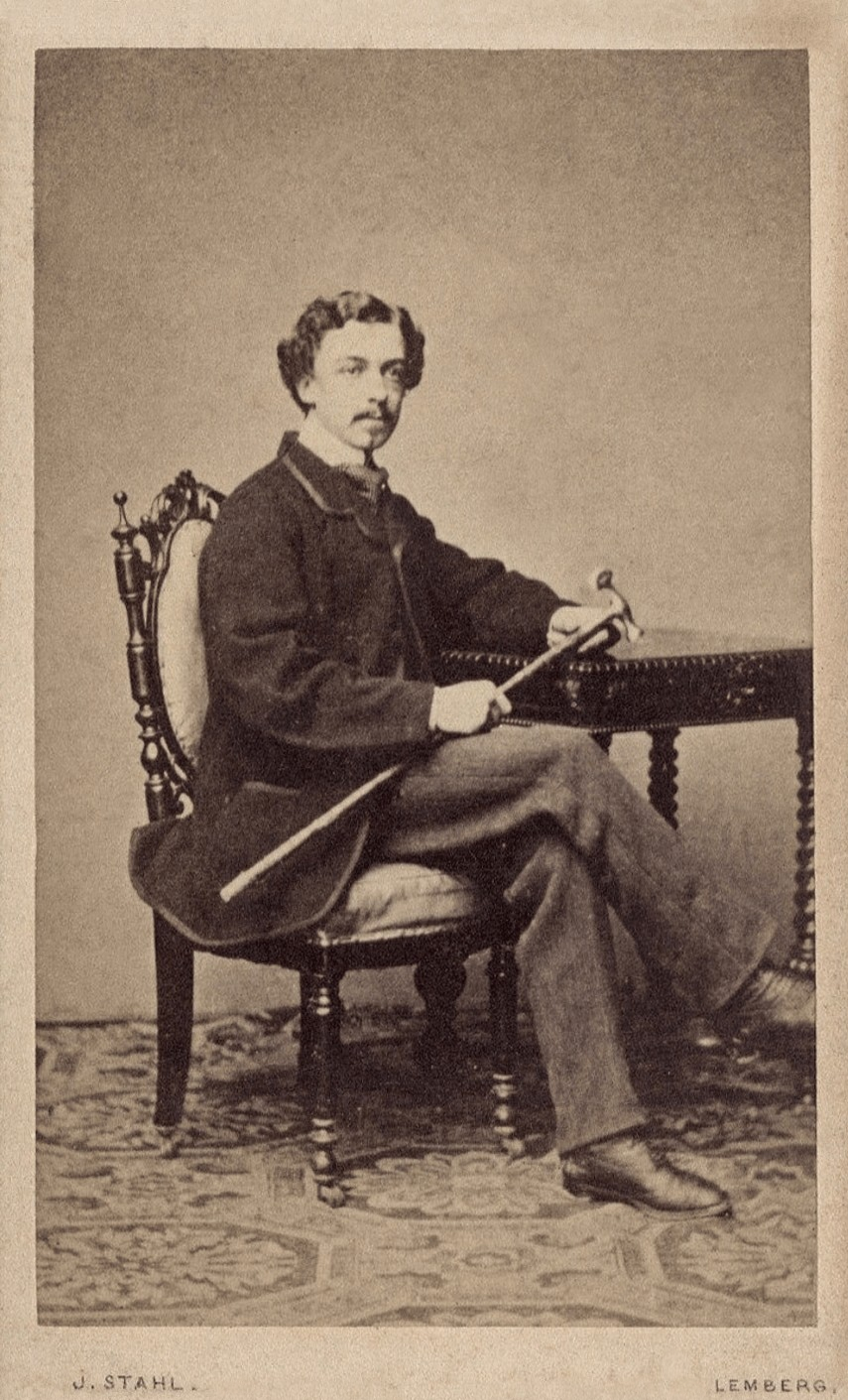
Tarnowski na zdjęciu wykonanym we Lwowie przez Ignacego Stahla (1863)

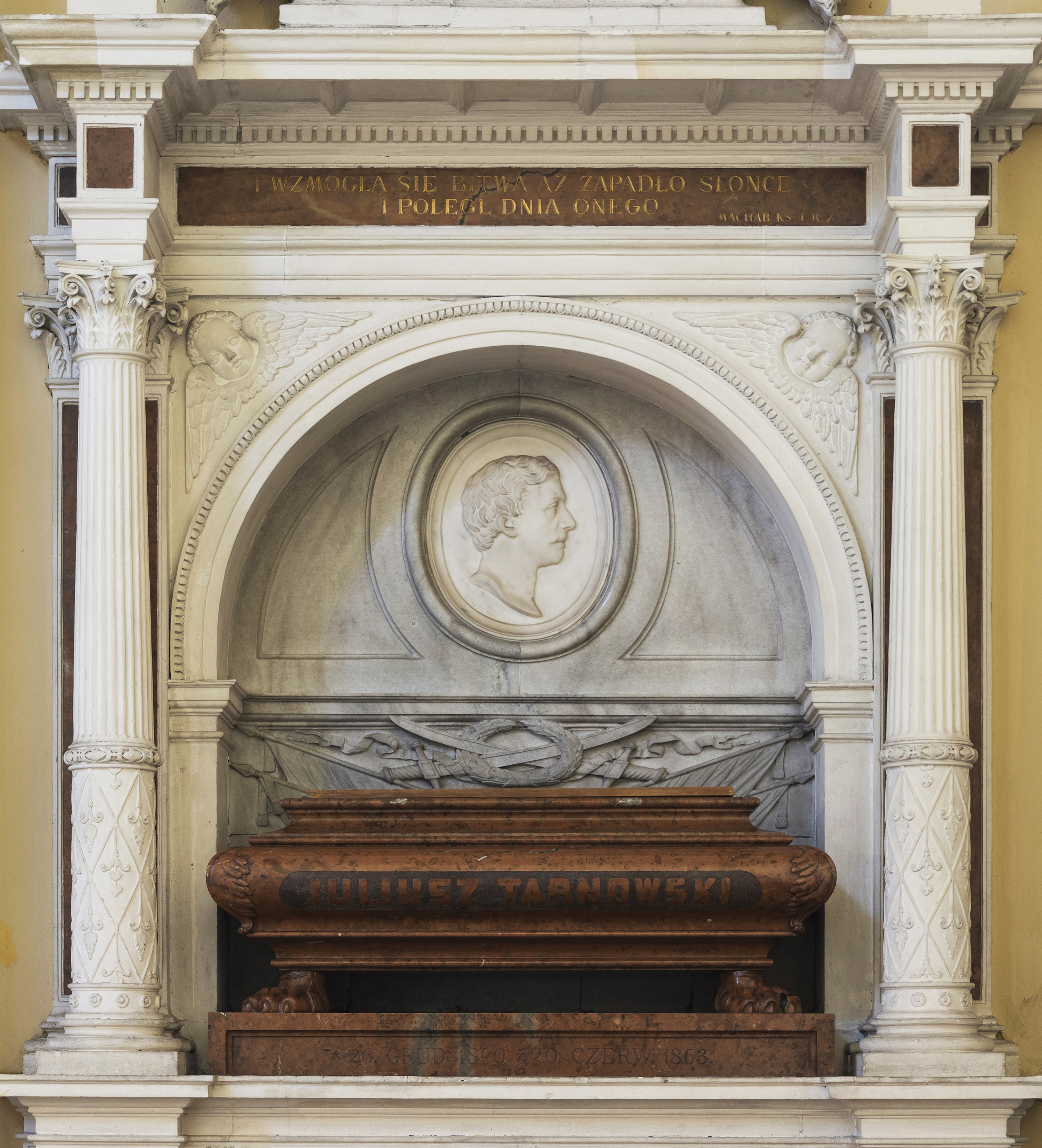
Nagrobek Tarnowskiego w Sanktuarium Matki Bożej Dzikowskiej w Tarnobrzegu

Juliusz Tarnowski (ur. 26 grudnia 1840 w Dzikowie, zm. 20 czerwca 1863 w bitwie pod Komorowem) – uczestnik powstania styczniowego, adiutant Zygmunta Jordana.

## Życiorys
Juliusz Stefan Józef Tarnowski urodził się w Dzikowie – obecnie dzielnicy Tarnobrzega – jako 7. dziecko Jana Bogdana Tarnowskiego i Gabrieli z Małachowskich (brat Stanisława i Jana Dzierżysława). Ojca stracił jako 9-latek. Uczył się w gimnazjum w Krakowie, a następnie na Uniwersytetach – Jagiellońskim i Wiedeńskim; tam też kształcił się muzycznie oraz – dla przygotowania do gospodarowania odziedziczoną w tym czasie ziemią – w cenionej wówczas szkole rolniczej w Hohenheim, gdzie – z braku miejsca w internacie – kwaterował na wsi; stamtąd 23 lutego 1862 r. wezwał go list donoszący o chorobie matki (zmarła w dniu odebrania listu). Po zakończeniu nauki w Hohenheim udał się do Rzymu, gdzie brał lekcje śpiewu; przez swego mistrza został polecony Alaremu (do którego miał się udać do Paryża) słowami:

Bella voce, e grande disposizione a ben accentare e con anima

## Udział w powstaniu styczniowym
Wieść o wybuchu powstania styczniowego dotarła do Tarnowskiego czasie jego pobytu we Włoszech; napisał stamtąd:

Chcieliśmy dla Polski żyć, a trzeba będzie dla niej umrzeć.

Mimo to niezwłocznie przyjechał do Krakowa i przyłączył się do grona osób, które chciały ruszyć z pomocą do Królestwa Kongresowego i weszły do oddziału Zygmunta Jordana. Jego stosunek do tego odzwierciedlają słowa:

Jeżeli powstanie potrwa udział w niem wezmę. […] Powołania wielkiego do kariery powstańczej nie czuję, ani mnie pociąga ten rodzaj wojny; ale dobrej wymówki nie mam i wymawiać się też nie myślę. Zobowiązań na siebie nie brałem, a jednak po imieniu rachują mnie do tych, co iść mogą i powinni.

Zajął się w Dzikowie, na potrzeby tworzonej jednostki, ujeżdżaniem koni, umundurowaniem, uzbrojeniem i szkoleniem ochotników, ale musiał to czynić z przekonaniem, że poświęci dla ojczyzny życie – przed wyruszeniem z oddziałem, pojechał się wyspowiadać oraz odwiedził i pożegnał krewnych oraz znajomych, lecz nie chciał, by go żegnano; sporządził też krótki testament. Ostatecznie wszedł w skład pierwszego z dwóch oddziałów, liczących w sumie około 700 ludzi, i został adiutantem pułkownika Zygmunta Jordana. Z tym oddziałem przeprawił się 20 czerwca 1863 r. przez Wisłę w okolicy Szczucina i zdążał do Komorowa; tam oddział starł się z oddziałem rosyjskim. Tyły oddziału zaatakowali rosyjscy dragoni. Walka przeciągała się i należało wyrwać się spomiędzy Rosjan przed nadejściem ich posiłków; Tarnowski prowadził kilkudziesięciu ochotników do ataku na bagnety, siedmiu z nich udało się chwilowo zająć stodołę na obrzeżu Komorowa; był wśród nich Tarnowski, który jednak po chwili został postrzelony w głowę, a wojsko rosyjskie stodołę odbiło. Zginęło jeszcze pięciu z siódemki, która zajęła stodołę, ale reszcie oddziału, dzięki odwróceniu uwagi tym atakiem, udało się przegrupować, odeprzeć atak dragonów i podążyć w kierunku lasu.
Juliusza Tarnowskiego pochowano w kościele dominikańskim pw. Matki Boskiej Różańcowej w Tarnobrzegu. Stanisław Tarnowski tak wspominał brata:

…życie Jego było tylko piękną obietnicą, a jedynym czynem śmierć.

a jego postawę spointował Ferdynand Kuraś w wierszu:
  Juliusz Tarnowski. W 50-tą rocznicę śmierci bohatera pod Komorowem, 20 czerwca 1863 r. na Wikiźródłach:
– O darmo! Ojczyzna pomocy, gdy woła,

Polaka prawego nic wstrzymać nie zdoła;

W kim mężnych rycerzy gorąca krew płynie,

Ten o to nie pyta – zwycięży czy zginie.
W 2003 roku stanęło w Tarnobrzegu popiersie Juliusza Tarnowskiego dłuta i fundacji Andrzeja Pityńskiego. Przemysław Zamojski w 2012 i 2013 roku sporządził cykl grafik pt. „Juliusz Tarnowski in memoriam” z których 4 zostały opublikowane w piśmie społeczno-kulturalnym „Dzikovia”.